# Gastronomia de Cuba
La gastronomia cubana és l'expressió culinària de Cuba. És una fusió distintiva de la cuina indígena, espanyola, caribenya i africana. Algunes receptes cubanes comparteixen la seva paleta bàsica espècies (comí, orenga i fulles de llorer) i tècniques de preparació amb la cuina espanyola, taïna i africana, amb alguna influència caribenya en espècies i sabors. Tanmateix, cal esmentar que la cuina xinesa també ha tingut una certa influència en l'alimentació cubana, sobretot a la zona de l'Havana.

## Característiques
La influència de l'arròs negre del Carib està en l'ús d'aliments locals com ara fruites tropicals, verdures d'arrel, peix, etc. Una petita però destacable mostra de la influència xinesa és l'ús diari d'arròs blanc al vapor com a hidrat de carboni principal en un àpat tradicional cubà. L'arròs és essencial per a un menjar cubà. Se sol menjar durant el dinar i el sopar gairebé cada dia. L'alimentació dels cubans també depén molt dels fesols, el pollastre i la carn de porc; el peix i el marisc estan disponibles als restaurants de gamma alta. A diferència dels veïns jamaicans i bahamesos, els cubans sovint eviten els sabors picants, a excepció de la zona de Santiago.
A diferència dels propers Mèxic i Centreamèrica, que tenen tortillas a les seves cuines, l'única semblança amb l'ús de tortillas és amb el casave, que data de l'època indígena precolombiana. Aquest pa es produeix triturant l'arrel de iuca per formar una pasta que, mesclada amb aigua, es converteix en una massa. Es cou lleugerament com un disc circular pla i s'asseca a l'aire per conservar-lo per al seu consum posterior. Tradicionalment es reconstitueix en aigua salada i es menja amb carn de porc rostida. L'altra curiositat culinària és un plat regional que consisteix en un rossegador rostit que es troba únicament a Cuba, la jutia.
Altres influències culinàries inclouen la cuina francesa, dels colons francesos que van arribar a Cuba des d'Haití. Un altre factor és que Cuba és una illa, fent del marisc quelcom que influeix molt en la cuina cubana. Un altre factor que contribueix a la cuina cubana és que Cuba es troba en un clima tropical, que produeix fruites i verdures d'arrel que s'utilitzen en plats i àpats cubans.

## Algunes especialitats

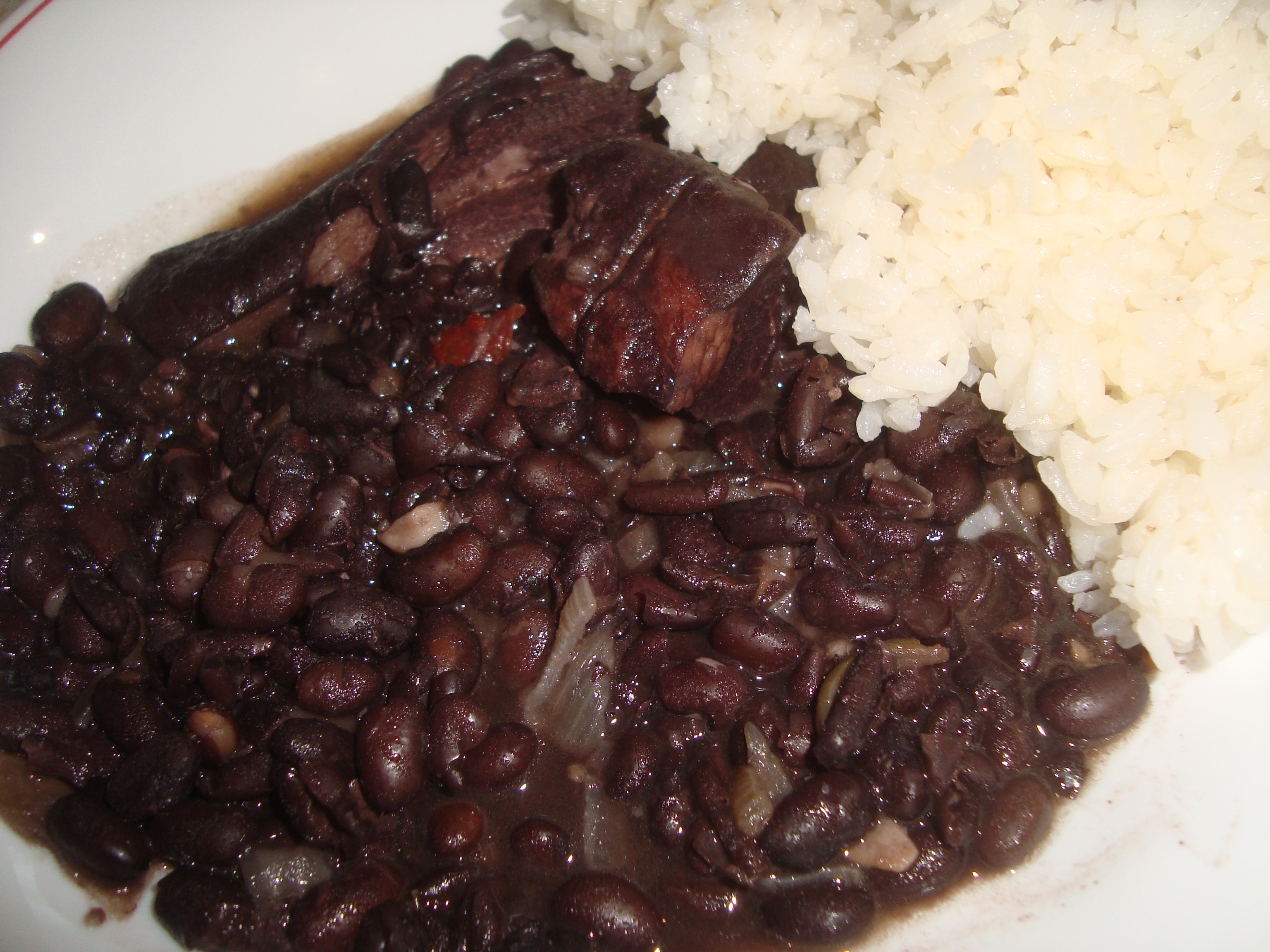
Moros y cristianos: fesols negres i arròs blanc

Un àpat típic consisteix en arròs i fesols, cuinats junts o separats. Quan es cuinen junts, la recepta s'anomena congrí, moros o moros y cristianos (fesols negres i arròs), i que és la versió cubana al gallo pinto de Costa Rica i Nicaragua i al pabellón criollo de Veneçuela. Si es cuinen per separat s'anomena arroz con frijoles o arroz y frijoles.
Altres plats típics són l'ajiaco, una sopa de carn i vegetals que és el plat nacional cubà; el sándwich cubano, un tipus d'entrepà habitualment anomenat mixto; la ropa vieja, una preparació de vedella esfilegada; el sancocho, una sopa de carn i verdures; el picadillo de carn, basat en receptes d'influències àrabs i amb olives; els tamales i els tostones.
Entre les begudes, el mojito cubà, el daiquiri i el cuba libre. Entre les postres hi ha coco cremat ratllat, el braç de gitano, els xurros i el cucurutxo.